# Henricus Droog
Henricus Antonius Droog (Beemster, 17 de diciembre de 1944) es un deportista neerlandés que compitió en remo. Participó en los Juegos Olímpicos de México 1968, obteniendo una medalla de plata en la prueba de doble scull.

## Palmarés internacional
| Juegos Olímpicos | Juegos Olímpicos          | Juegos Olímpicos | Juegos Olímpicos |
| Año              | Lugar                     | Medalla          | Prueba           |
| ---------------- | ------------------------- | ---------------- | ---------------- |
| 1968             | Ciudad de México (México) | Medalla de plata | Doble scull      |